# Elezioni presidenziali in Montenegro del 1992
Le elezioni presidenziali in Montenegro del 1992 si tennero il 20 dicembre (primo turno) e il 10 gennaio 1993 (secondo turno); videro la vittoria di Momir Bulatović, del Partito Democratico dei Socialisti del Montenegro.

## Risultati
| Candidati         | Partiti                                           | Voti    | %     |
| ----------------- | ------------------------------------------------- | ------- | ----- |
| Momir Bulatović   | Partito Democratico dei Socialisti del Montenegro | 123 183 | 42,82 |
| Branko Kostić     | Associazione dei Combattenti 1991                 | 68 296  | 23,74 |
| Slavko Perović    | Alleanza Liberale del Montenegro                  | 52 736  | 18,33 |
| Novak Kilibarda   | Partito Popolare                                  | 25 979  | 9,03  |
| Dragan Hajduković | -                                                 | 10 270  | 3,57  |
| S. Vujošević      | -                                                 | 2 770   | 0,96  |
| V. Kaluđerović    | -                                                 | 1 606   | 0,56  |
| P. Popović        | -                                                 | 1 419   | 0,49  |
| Ž. Radović        | -                                                 | 1 399   | 0,49  |
| Totale            | Totale                                            | 287 658 | 100   |